# S:t Mikaelskyrkan, Hamburg
S:t Mikaelskyrkan (tyska: Hauptkirche Sankt Michaelis) är en av Hamburgs fem lutherska huvudkyrkor och den mest kända kyrkan i centrala staden. Kyrkan stod klar år 1669. 132 meter höga kyrktornet besöks årligen av tusentals turister samt även övriga delar av kyrkan. En hiss går upp i tornet där en utsiktsplattform finns. Stadthausbrücke station ligger i närheten med uppgång mot gatan Ludwig-Erhard-Strasse och kyrkan.

## Bilder

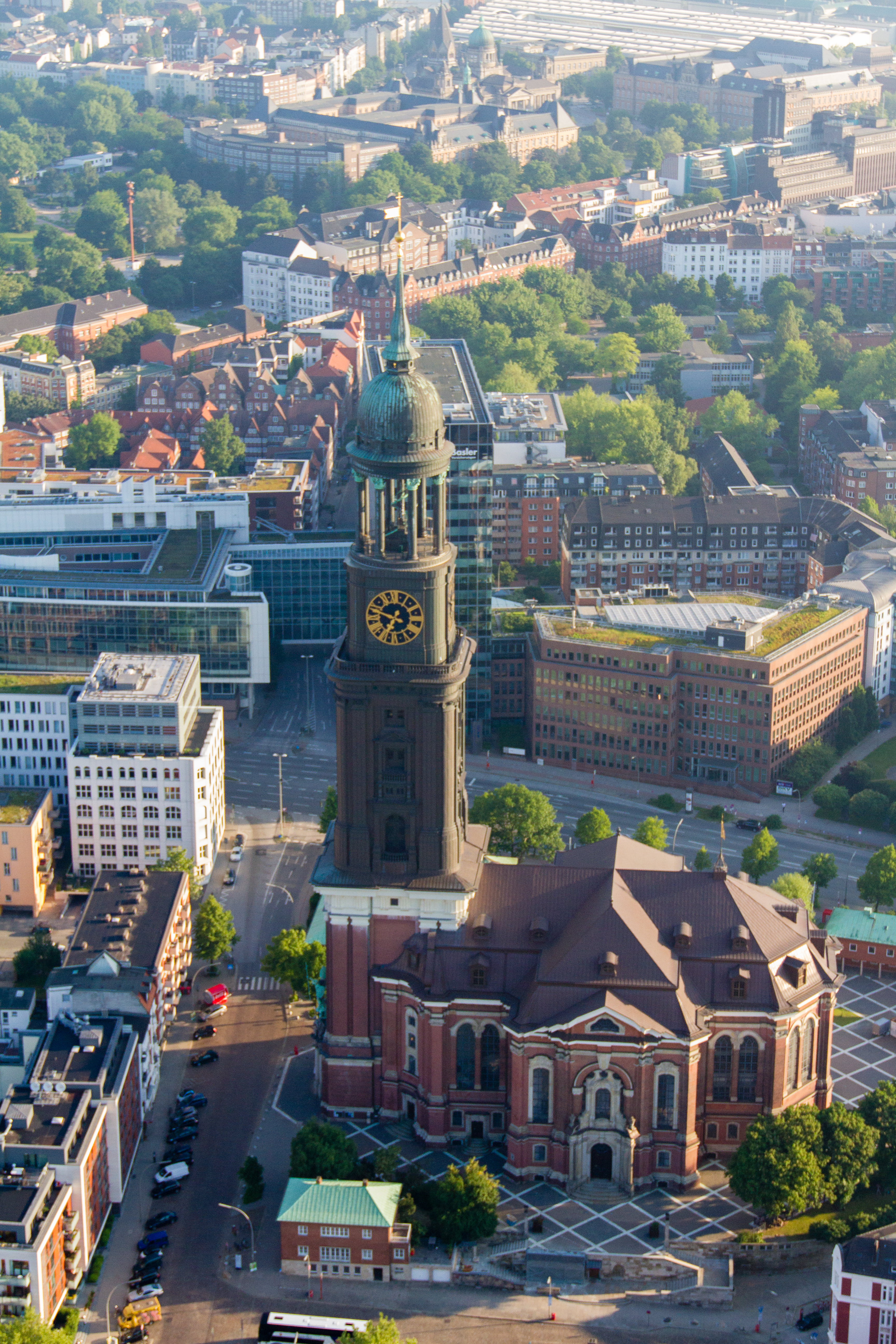
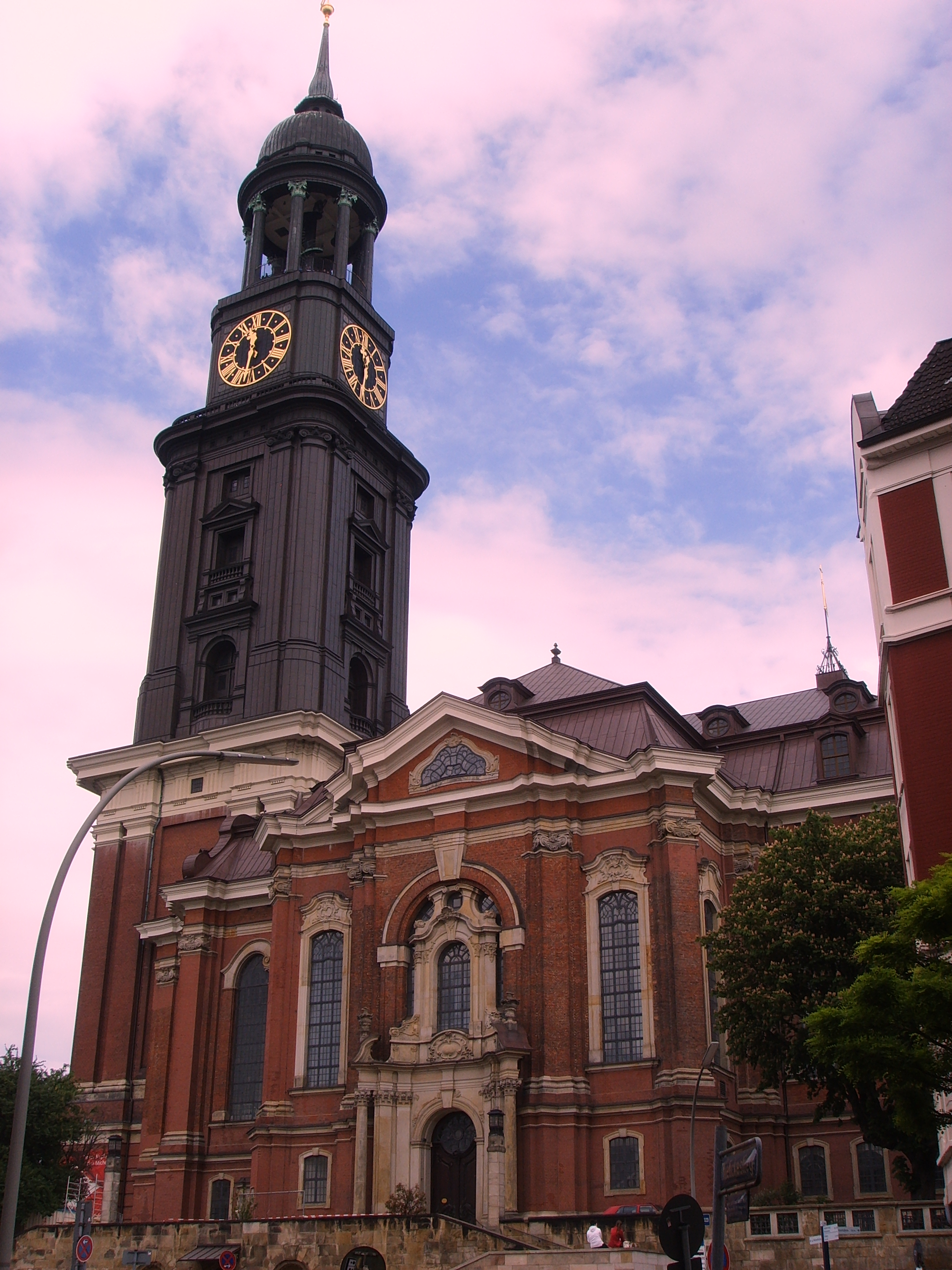
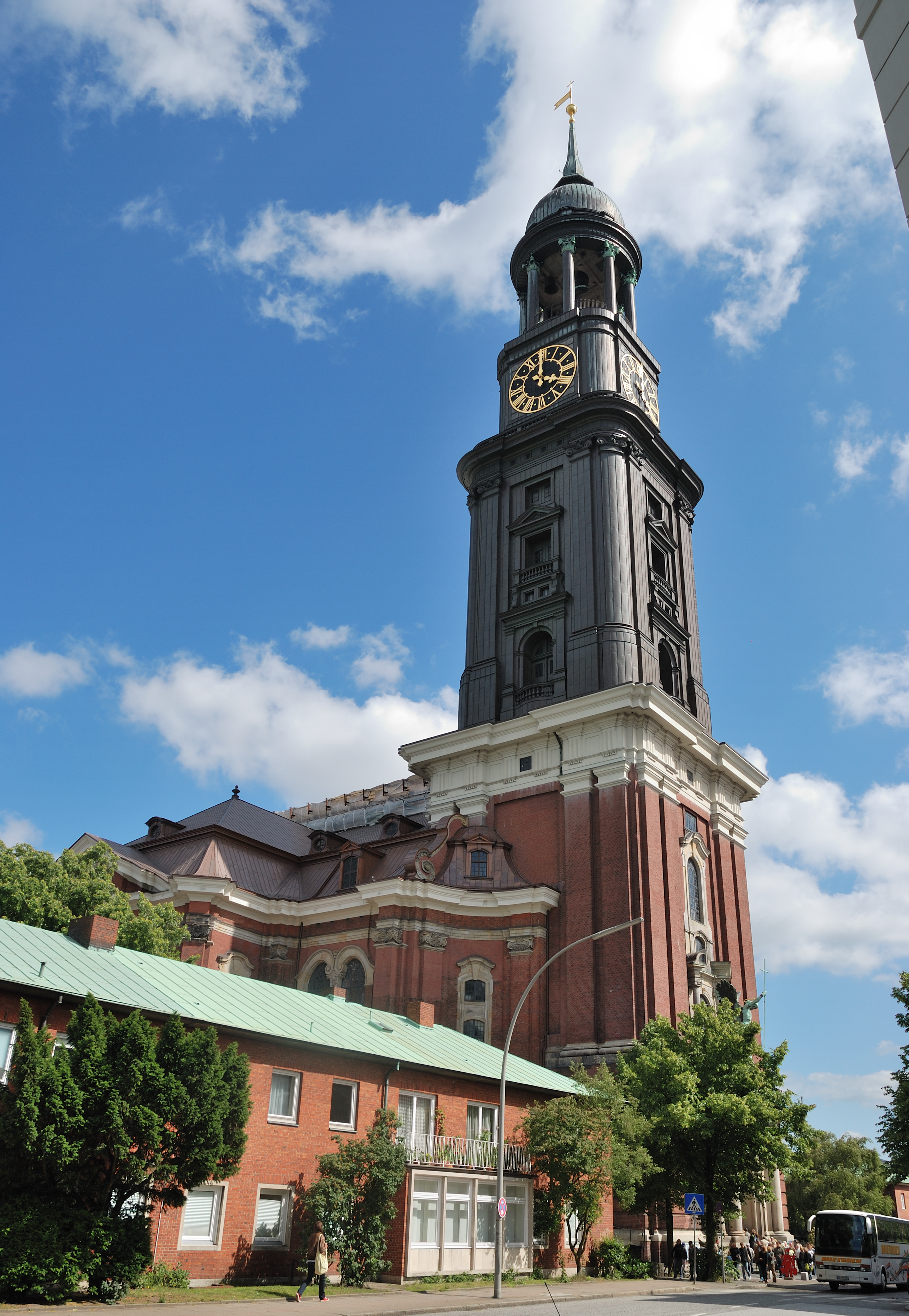
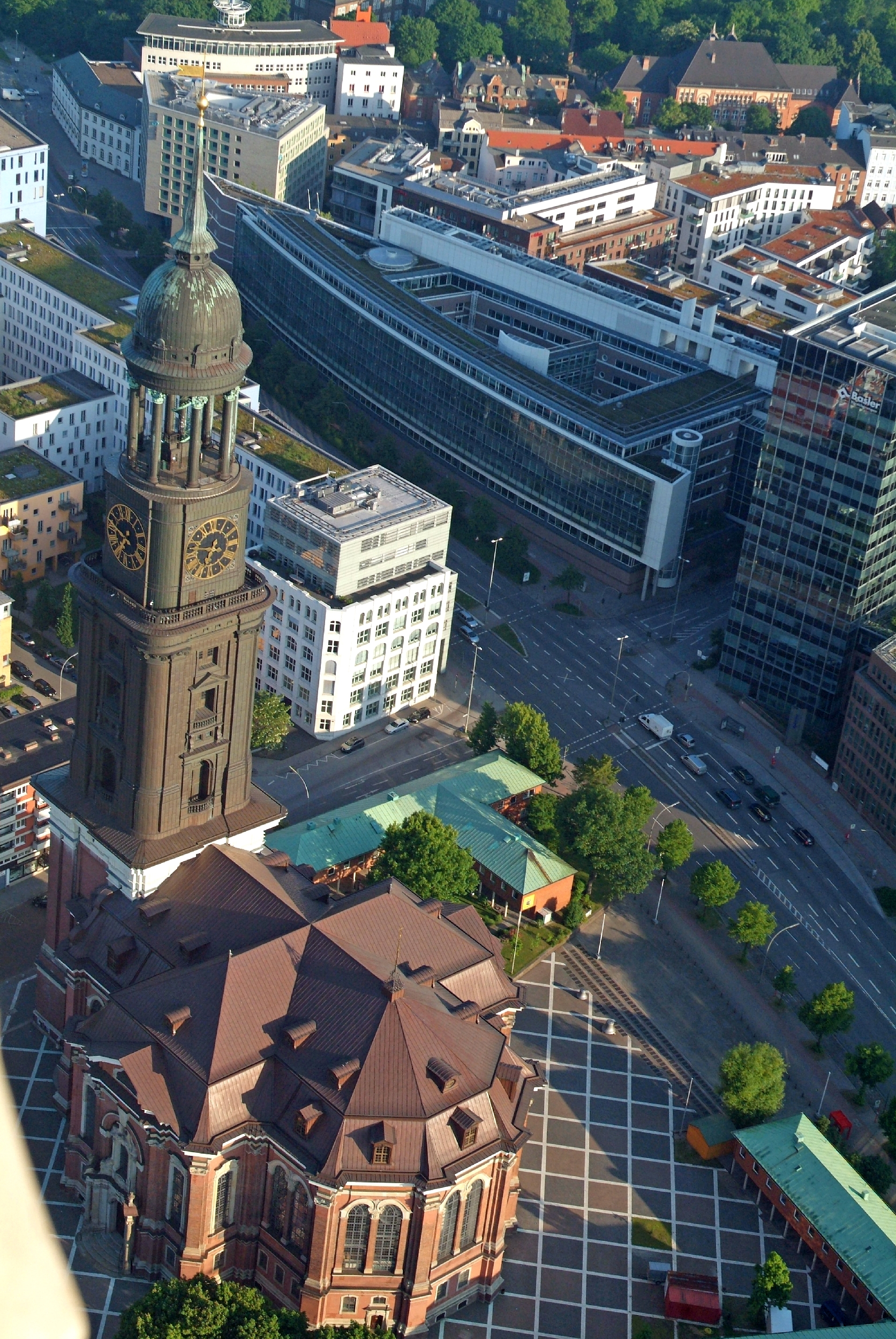